# Portugal aux Jeux olympiques d'été de 1936
Le Portugal participe aux Jeux olympiques de 1936 organisés à Berlin. C'est la sixième participation de ce pays à cette grande épreuve internationale. Sa délégation exclusivement masculine comprenant 19 athlètes ne récolte qu’une seule médaille. Une médaille de bronze remportée en Équitation grâce à son équipe de saut d'obstacles. Le Portugal se classe au 30e rang du classement médaillé des nations.

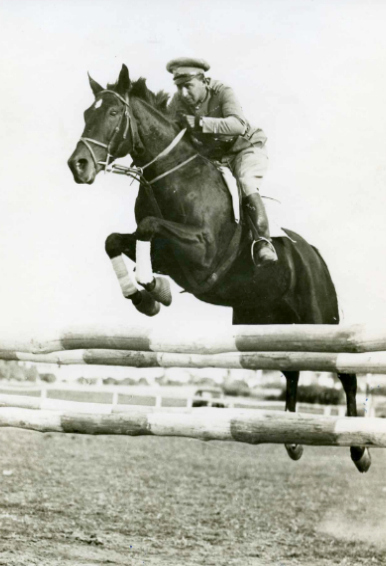
José Beltrão, l’un des trois cavaliers médaillés de bronze en saut d’obstacles par équipes.

## Liste des médaillés portugais
| Médaille           | Athlète                                          | Sport      | Épreuve                      |
| ------------------ | ------------------------------------------------ | ---------- | ---------------------------- |
| Médaille de bronze | José Beltrão Domingos de Sousa Luís Mena e Silva | Équitation | Saut d'obstacles par équipes |

## Sources
- (fr) Résultats officiels sur le site du Comité international olympique
- (en) Portugal aux Jeux olympiques d'été de 1936 sur Olympedia.org